# Bailly-le-Franc
Bailly-le-Franc è un comune francese di 29 abitanti situato nel dipartimento dell'Aube nella regione del Grand Est.

## Società

### Evoluzione demografica
Abitanti censiti